# Microcochlearius josephinae
A Microcochlearius josephinae a madarak osztályának a verébalakúak (Passeriformes) rendjébe, a királygébicsfélék (Tyrannidae) családjába tartozó Microcochlearius nem egyetlen faja.

## Rendszerezés
Besorolása vitatott, egyes szakértők a Hemitriccus nembe sorolják Hemitriccus josephinae néven.

## Előfordulása
Brazília Guyana és Suriname területén honos. A természetes élőhelye szubtrópusi vagy trópusi nedves síkvidéki erdők.